# Фонд свободы информации
Фонд свободы информации — российская негосударственная некоммерческая организация, специализировавшаяся на доступе к социально значимой информации. Фонд действовал с 2004 года, занимался изучением, анализом и реализацией конституционного права граждан и организаций на доступ к информации. Особое внимание уделялось прозрачности государственных органов власти и органов местного самоуправления. Ранее назывался Институтом развития свободы информации (ИРСИ). В 2015 году был признан «иностранным агентом» и приостановил деятельность, часть сотрудников создала неформальную Команду 29.

## Цели организации
- развитие официальных сайтов органов власти;
- обеспечение доступа к государственной информации;
- способствовать тому, чтобы российское законодательство о доступе к информации было не формальным, а действующим.

## Направления деятельности

### Исследовательское
Эксперты Фонда проводят ежегодный мониторинг официальных сайтов Федеральных органов исполнительной власти, высших исполнительных органов власти субъектов РФ, арбитражных судов и судов общей юрисдикции. В дополнение к постоянным объектам мониторинга исследуются сайты правоохранительных органов, следственных управлений, Прокуратуры, Государственной Думы, Совета Федерации и пр. российских органов власти.
В ходе мониторинга изучается содержание каждого официального сайта в соответствии с требованиями Федерального закона от 09.02.2009 N8-ФЗ «Об обеспечении доступа к информации о деятельности государственных органов и органов местного самоуправления». Эксперты проверяют наличие, достоверность, полноту и актуальность информации на сайте, а также причины, по которым органы власти отказываются размещать те или иные сведения. По итогам аудита формируется рейтинг информационной открытости, который публикуется в открытом доступе. В рамках проекта у каждого органа власти есть возможность получить экспертные рекомендации по совершенствованию работы сайта и существенно улучшить свой результат. Поддержка оказывается на безвозмездной основе.
Цель проекта — создание основанной на законе практики размещения органами государственной власти максимально полной и достоверной информации о своей деятельности на официальных сайтах.

### Просветительское
Информационный ресурс «Имеем право знать» с пошаговыми инструкциями, историями из практики и консультациями юристов по вопросам свободы информации в Российской Федерации.
Сайт «Открытое ЖКХ», на котором содержатся практические советы по реализации права граждан на получение информации в сфере жилищно-коммунального хозяйства.

### Юридическое
Фонд оказывает юридическую поддержку в области обеспечения права на доступ к информации. Юристы организации проводят консультации, направляют запросы в органы власти и инициируют судебные процессы в целях обеспечения доступа граждан к социально-значимой информации.

### Судебная тяжба с Ростехрегулированием
Судебная тяжба с Ростехрегулированием (бывший Госстандарт)[когда?] в Красногвардейском районном суде Санкт-Петербурга, закончившаяся судебным предписанием агентству обеспечить открытый и бесплатный доступ к национальным стандартам и классификаторам Российской Федерации в соответствии с Постановлением Правительства РФ «Об опубликовании национальных стандартов и общероссийских классификаторов технико-экономической и социальной информации» от 25 сентября 2003 г. № 594.
Организация занималась проведением социальной кампании «Доступные ГОСТы». Национальные стандарты должны находиться в свободном открытом доступе. Представители же Росстандарта продолжают организованную торговлю текстами национальных стандартов через аффилированные структуры. Задача Института и активных граждан в рамках социальной кампании — добиться размещения актуального и полного перечня стандартов на официальном сайте Росстандарта. Впрочем, пока отказываться от бизнеса Росстандарт не собирается.

### Оспаривание Постановления Правительства РФ, регулирующего режим служебной тайны
В 2008 году Институт продолжил работу по оспариванию Постановления Правительства РФ от 3 ноября 1994 года № 1233 «Об утверждении Положения о порядке обращения со служебной информацией ограниченного распространения в федеральных органах исполнительной власти, уполномоченном органе управления использованием атомной энергии и уполномоченном органе по космической деятельности», регулирующего режим служебной тайны в России (Постановление о служебной тайне).
Напомним, что в 2005 году юристы[кто?] Института сумели добиться официальной публикации данного Постановления Правительства РФ. До 2005 года этот правительственный акт скрывался от общественности под грифом «для служебного пользования».
Официальное опубликование нормативного правового акта, регулирующего режим служебной тайны, открыло путь для его оспаривания в Верховном Суде РФ.
Однако в 2005 и 2007 годах Верховный Суд РФ отклонил иски И. Ю. Павлова, активиста Института, несмотря на все правовые аргументы, содержавшиеся в них. В 2006 году Институт подал жалобу в Конституционный Суд Российской Федерации, поставив вопрос о неконституционности пунктов, связанных с ограничениями в распространении информации, оспариваемого Постановления о служебной тайне. Однако в июле 2006 года Конституционный Суд отказал в принятии жалобы. В феврале 2008 года также подавалась жалоба в Конституционный Суд, в которой был поставлен вопрос о неконституционности пункта оспариваемого Постановления и пункта Федерального закона от 27.07.2006 N 149-ФЗ «Об информации, информационных технологиях и о защите информации». В апреле 2008 года Конституционный Суд отказал также в принятии этой жалобы.
Тем самым оказались исчерпаны все имеющиеся на тот момент времени возможности применения российских правовых норм для оспаривания Постановления о служебной тайне.
С вступлением в силу c 1 января 2010 года Федерального закона от 09.02.2009 N 8-ФЗ «Об обеспечении доступа к информации о деятельности государственных органов и органов местного самоуправления» появилась новая надежда на положительные перемены в сложившейся ситуации.
6 сентября 2010 года Верховный Суд РФ отклонил иск фонда о признании недействующими пунктов, связанных с ограничением получения информации, оспариваемого Постановления о служебной тайне.

## Дела по оспариванию незаконных отказов в предоставлении информации

### Членство в ЖСК
Отдельное направление в тактической практике Института — защита права членов ЖСК на доступ к информации, находящейся в распоряжении правлений кооперативов. С 2008 года Институт ведет несколько судебных дел петербуржцев, столкнувшихся с проблемами доступа к отчетной и финансовой информации жилищно-строительных кооперативов, членами которых они являются.

### Право журналистов на доступ к информации
В августе 2008 года в Институт обратилось ООО «Региональные независимые газеты Северо — Запад» (учредитель газеты «Мой район» в Москве) за помощью в организации защиты права средства массовой информации на получение информации по запросу редакции. В мае 2008 года редакция газеты «Мой район» обратилась с запросами к начальнику Управления внутренних дел по Северо-Западному административному округу города Москвы с просьбой предоставить информацию о разбойных нападениях, произошедших на территории Северо-Западного административного округа г. Москвы.
На свой запрос редакция получила отказ: по мнению Управления внутренних дел, запрошенные сведения затрагивают «неприкосновенность частной жизни, личную и семейную тайну, честь и доброе имя» граждан.
28 августа 2008 года юристы Института подали в Арбитражный суд города Москвы заявление о признании незаконным решения органа государственной власти об отказе в предоставлении информации по запросу редакции СМИ, что препятствует подготовке материала для публикации, интересного для граждан. 25 ноября 2008 года Арбитражный суд города Москвы прекратил рассмотрение дела, посчитав, что заявление подано с нарушением подсудности.

### Пешеходные переходы
В 2007 году в петербургской прессе появилось заявление председателя городского Комитета по благоустройству и дорожному хозяйству: утверждалось, что строительство одного подземного пешеходного перехода обходится городскому бюджету в 550 миллионов рублей.
Группа жителей города обратилась в Комитет с запросом, требуя предоставить для ознакомления полные сметы на строительство и содержание подземных пешеходных переходов. Комитет отказал в предоставлении запрашиваемой информации на том основании, что «данная информация не затрагивает права и свободы» заявителей. Граждане обратились к юристам Института за защитой своих прав на доступ к информации: по закону сведения о расходовании бюджетных средств являются общедоступными.
1 сентября 2008 года был подан иск в Приморский районный суд Санкт-Петербурга о признании незаконным решения Комитета по благоустройству и дорожному хозяйству Правительства Санкт-Петербурга об отказе в предоставлении информации. Однако суд стал на сторону чиновников: 25 декабря в удовлетворении жалобы было отказано. В начале 2009 года в Санкт-Петербургский городской суд была подана кассационная жалоба, подготовленная юристами Института.

## Статус «иностранного агента»
В 2014 году за иностранное финансирование и участие в политической деятельности фонду в судебном порядке был присвоен статус «иностранного агента». Последующие попытки опротестовать это решение в суде не привели к успеху, и статус «иностранного агента» остался.
В феврале 2015 года Фонд приостановил свою деятельность. Часть сотрудников организации объединились в неформальную Команду 29 и продолжают развивать юридические и просветительские проекты Фонда.